# Religiologija
Religiologija jest humanistička disciplina koja proučava religije i religijske pojave, a povezuje pristupe i znanja iz antropologije, etnologije, povijesti, bogoslovlja, filozofije, evolucijskih znanosti i psihologije. Kao znanstvena disciplina ustanovljuje se u 18. stoljeću.